# 泊寓
泊寓是一个互联网长租公寓运营商，泊寓公寓于2016年正式成立，前身为被窝公寓，是万科旗下的长租公寓品牌。截止2019年8月20日，泊寓在35个城市运营，门店300余家，在租人数约8万人，其中深圳在租人数约2万人。

## 历史
2008年7月，万科通过广州“万汇楼”项目开始对住宅租赁事业的探索。
2016年3月，深圳第一家泊寓店“泊寓-南山科技园店”正式开业。
2016年4月，万科集团长租公寓业务统一命名为“泊寓”。
2016年5月，万科正式推出长租公寓品牌“泊寓”。
2016年7月，首批统一品牌后的泊寓门店在北京、上海、济南开业。
2018年3月3日，第一家万科万村项目，同时也是全国第100家门店“泊寓-坂田华为基地”开业
2019年8月1日，泊寓在深圳的第100家门店“泊寓-布吉格塘公社”开业。

## 外部連結
泊寓官方网站 （页面存档备份，存于）